# Üçayaklı
Koordinaten: 36° 39′ 38,5″ N, 34° 7′ 33,7″ O

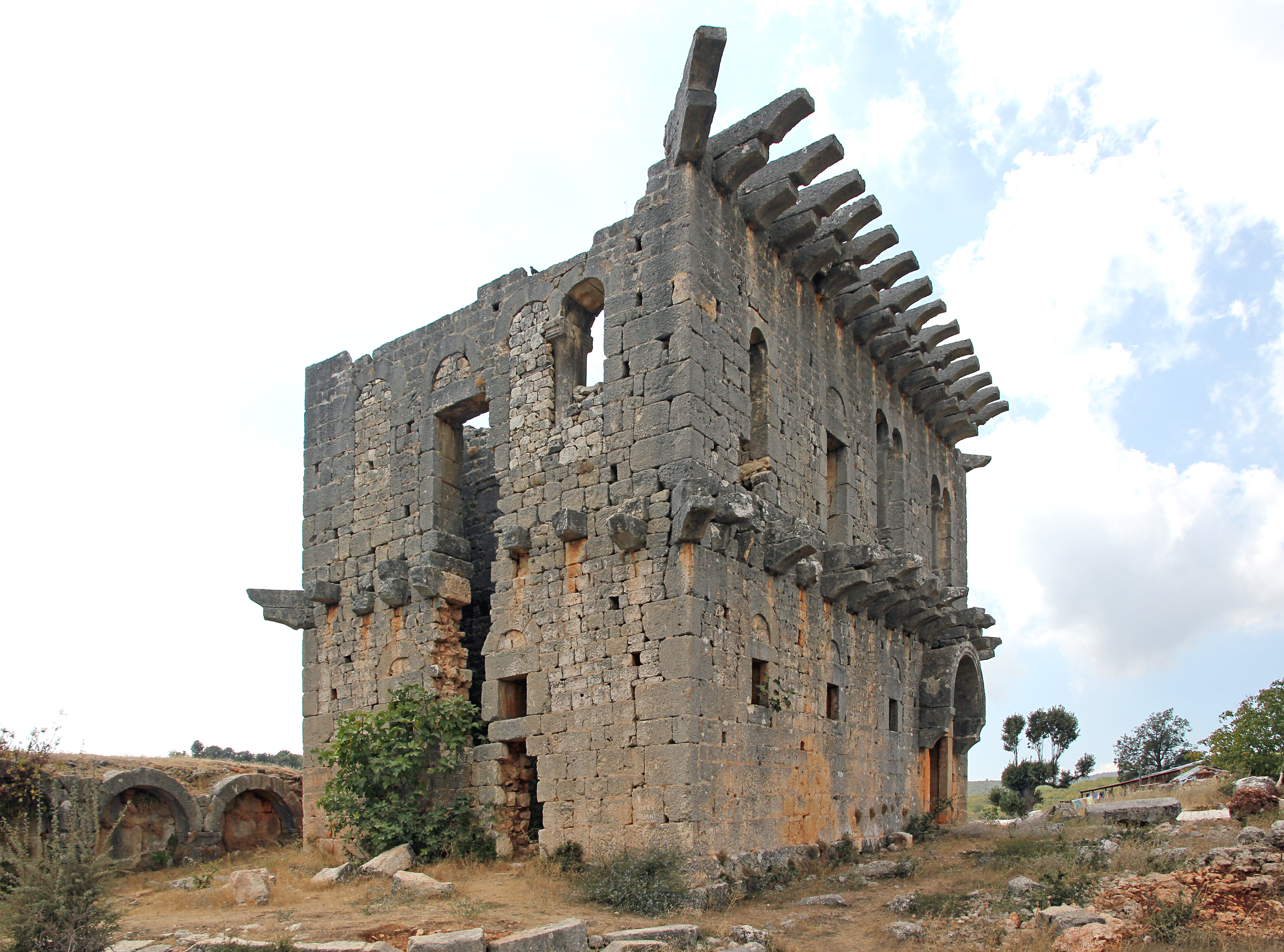
Villa von Nordosten

Üçayaklı, auch Üçayak, bezeichnet eine Ruinenstätte im Rauen Kilikien in der Südtürkei. Sie besteht aus einer spätrömischen Villa rustica mit verschiedenen Nebengebäuden. Auffälliges Merkmal der Architektur des Hauptgebäudes sind die umlaufenden doppelten Konsolen im ersten und teilweise im zweiten Stock, die einen Balkon trugen.

## Lage
Üçayaklı liegt im Bezirk Erdemli der Provinz Mersin, etwa 15 Kilometer nordwestlich des Bezirkszentrums Erdemli und 45 Kilometer westlich der Provinzhauptstadt Mersin. Vom Küstenort Kocahasanlı führt eine Straße über Üçtepe nach Nordwesten, östlich parallel zum Tal des Flusses Limonlu, des antiken Lamos, weiter über Arslanlı nach Güzeloluk. In Arslanlı zweigt eine weitere Straße nach Westen ab, die über Hüsametli nach Küstüllü führt. Zwischen diesen beiden Orten liegt der Weiler Üçayaklı mit wenigen Wohnhäusern und den antiken Ruinen. Der Komplex liegt in einer landwirtschaftlich genutzten Ebene mit umgebenden Berghängen, die schon in antiker Zeit terrassiert waren und ebenfalls zum Anbau genutzt wurden.

## Wohnhaus
Das Hauptgebäude ist ein dreigeschossiger Bau mit einer Grundfläche von 8,55 × 14,97 Metern, die Gesamtwohnfläche betrug auf drei Etagen 264 Quadratmeter. Der Eingang befindet sich auf der breiten, nach Norden gerichteten Seite. Die Tür im westlichen Teil der Wand ist 1,57 Meter breit und hat einen mächtigen Sturz mit einer Tiefe von 78 Zentimetern, in dem Vertiefungen für die Drehangeln der beiden Türflügel zu sehen sind. Sie ist von einem tonnengewölbten Vordach überdeckt, das von doppelten dekorierten Konsolen getragen wird. Der Vorbau erinnert damit stark an die Portale der Grabeskirche in Korykos. Durch den Eingang betritt man einen 22 Quadratmeter großen Vorraum. An Balkenlöchern in Süd- und Westwand ist zu erkennen, dass sich im südlichen Teil des Raumes eine Treppe ins Obergeschoss befand. In der südlichen Rückwand ist durch eine neuzeitlich angebrachte Tür ein Ausbruch entstanden. Darüber sind noch der Sturz und der Bogen eines der früheren Fenster zu erkennen. Im Nordteil der Ostwand befindet sich die Tür zu dem etwa 66 Quadratmeter großen Hauptraum. Dieser war durch zwei nord-südlich eingezogene Gurtbögen, deren Ansätze mit Kämpfern noch sichtbar sind, in drei Abschnitte aufgeteilt. Beleuchtet wurde der Raum durch drei Fenster in der Nordwand und zwei an der Ostseite. An Ost- und Westwand sind Konsolen erhalten, auf denen die Tragbalken der Geschossdecke ruhten.
Das erste Obergeschoss weist die gleiche Raumaufteilung auf wie das Erdgeschoss. Im Vorraum hat die Rückwand, wo die Treppe weiter zum zweiten Obergeschoss führte, keine Fenster. Die gegenüberliegende Südwand verfügt über ein doppeltes Bogenfenster, getrennt durch eine Doppelhalbsäule mit profilierten Pfeilerkapitellen. In der Westwand ist etwa mittig eine Tür eingelassen, die auf den Balkon führte. Dieser umlief das Gebäude fast komplett, mit Ausnahme eines Abschnittes im Westteil der südlichen Wand. Südlich neben der Balkontür auf der Westseite ist in die Außenwand eine Nische eingelassen, die als Toilette diente. Zwischen Tür und Nische verläuft vom Dach eine Steinwasserleitung. Sie knickt in Höhe des Geschossbodens nach rechts ab bis in die Mitte der Nische und führt dann weiter in den Boden. Das Regenwasser vom Dach spülte so die Leitungen durch, bei Trockenheit bediente man sich vermutlich eines Eimers zum Nachspülen. Als Sichtschutz für die Toilette diente wohl das Balkongeländer. Der Hauptraum war durch eine Tür in der Mitte der Trennwand vom Vorraum aus zu betreten und ebenso wie im Erdgeschoss durch Gurtbögen geteilt. Hohe Rundbogenfenster in Nord-, Ost- und Südwand, die heute teilweise zugemauert sind, beleuchteten den Raum. Die Südwand hat ein Fenster, Nord und Ostwand je ein einfaches und ein Doppelfenster, wobei deren Trennsäulen ein ähnliches Dekor aufweisen wie beim Fenster des Vorraums. Jeweils in der Mitte der drei Außenwände führte eine Tür auf den Balkon. An der Südseite verlief links der Tür, wo der Balkonumlauf endete, wiederum eine senkrechte Wasserleitung vom Dach bis auf Höhe des ersten Stocks. Dort überdeckte ein Vorbau den Zugang zum umgebenden Hof, auf dem die Wasserleitung sich als offene Rinne fortsetzte, um am Ende der Überdachung in die sich anschließende Zisterne hinabzuführen.
Vom zweiten Obergeschoss sind keine Reste erhalten, die auf seinen Aufbau schließen lassen. Seine Existenz ist jedoch belegt durch die auf der Nordseite vorhandenen Balkonkonsolen. Da sie keine Klammerlöcher aufweisen, müssen sie durch ihr Eigengewicht und das der darauf ruhenden Mauern gehalten worden sein. An der Nordfassade sind sie noch vollständig in situ, die Konsolen der restlichen Wände liegen im Versturz, wo ihre Verteilung nahelegt, dass der Balkon hier ebenfalls einen Teil der Südwand aussparte. 
Über das Dach kann nur spekuliert werden, wegen der Wasserleitungen an Süd- und Westwand ist ein Walmdach zu vermuten. Das Mauerwerk ist zweischalig. Die äußere Schicht besteht in der unteren Hälfte des Erdgeschosses und an den Ecken aus sorgfältig geglätteten Großquadern, der Rest und die Innenschicht ist mit Kleinquadern gemauert. Die Außenschale hat eine Stärke von 0,81–0,85 Metern, die innere ist 0,71 Meter dick.

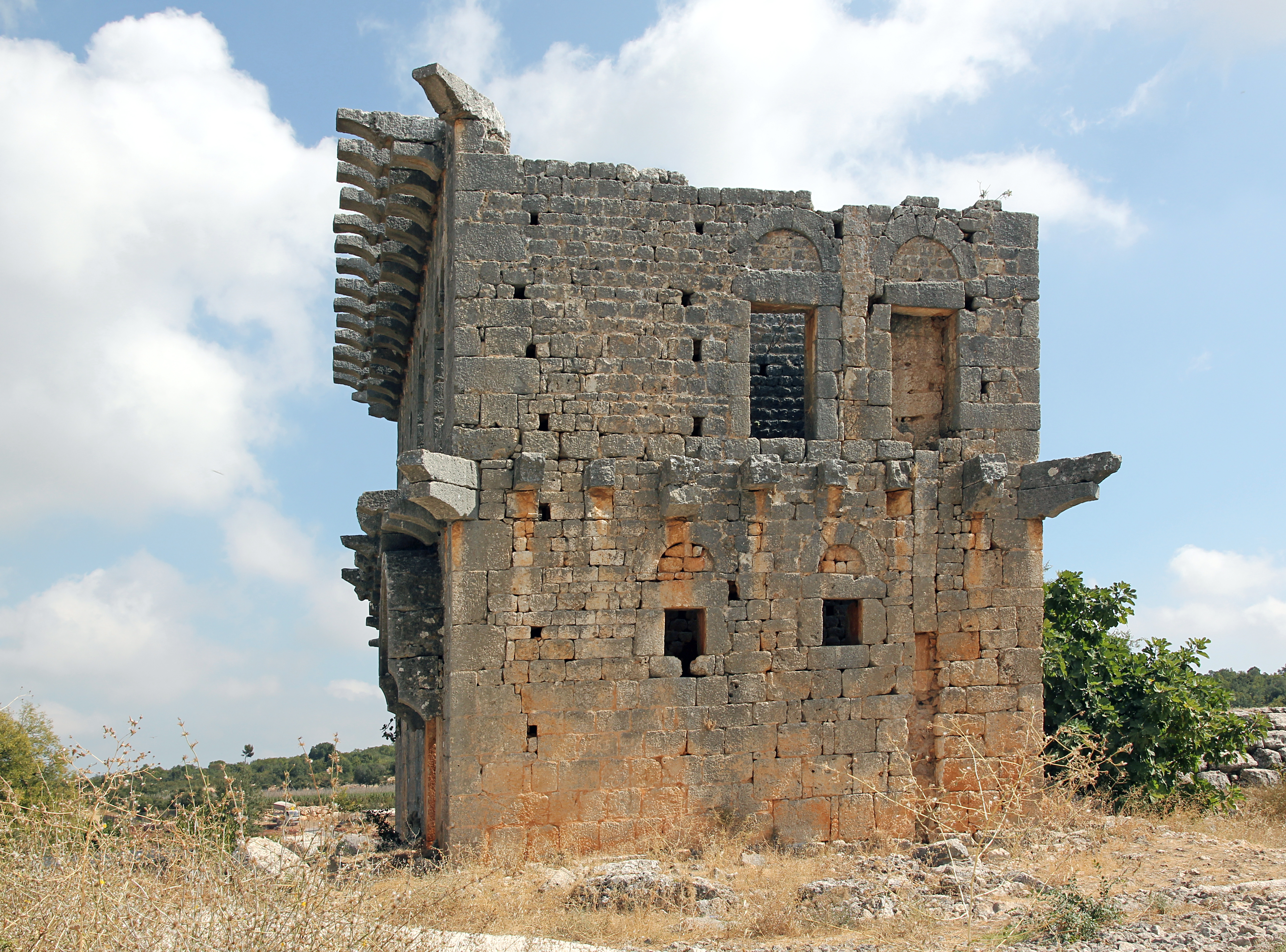
Westseite mit Toilettennische und Wasserleitung
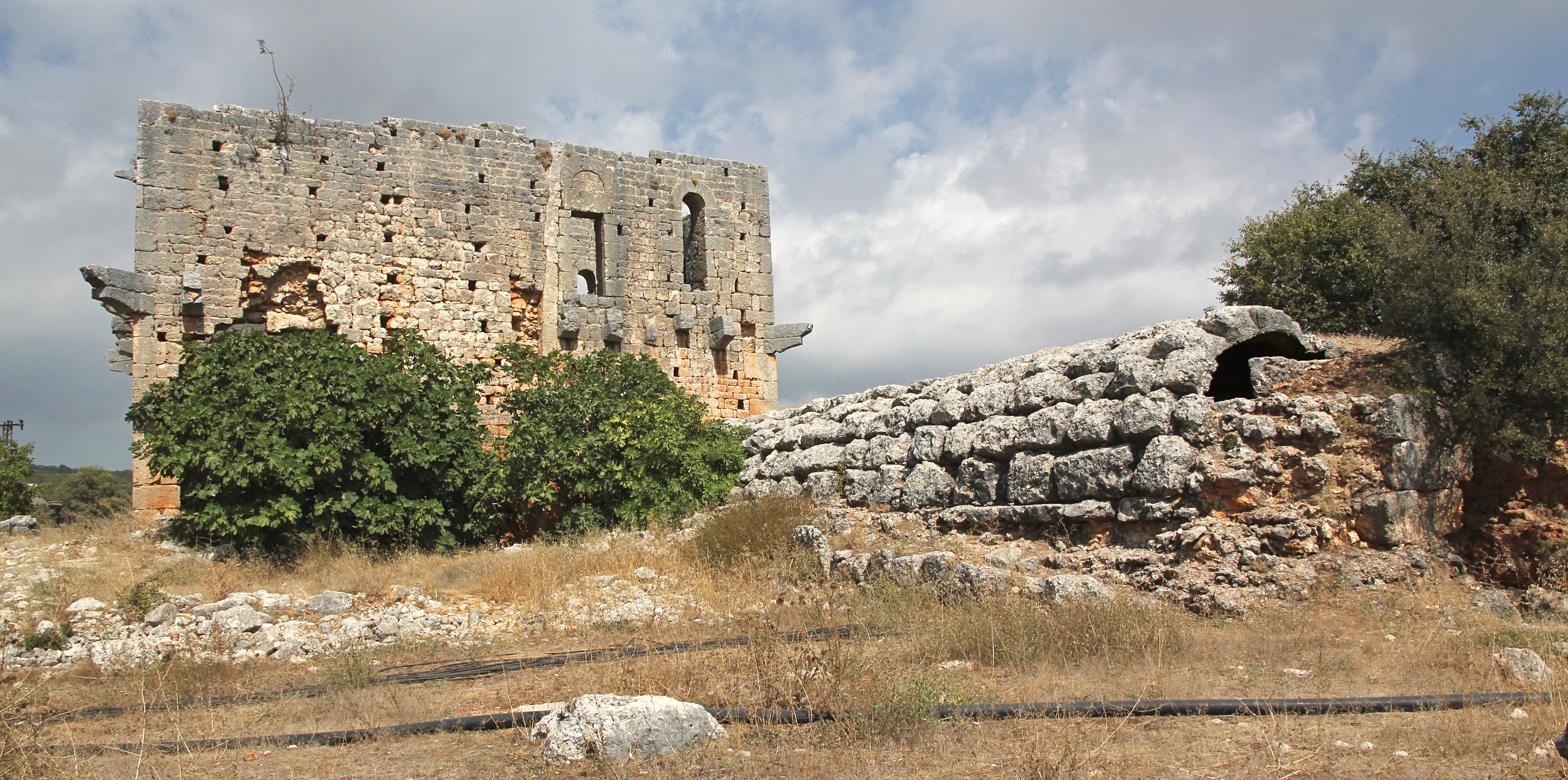
Südseite mit Zisterne
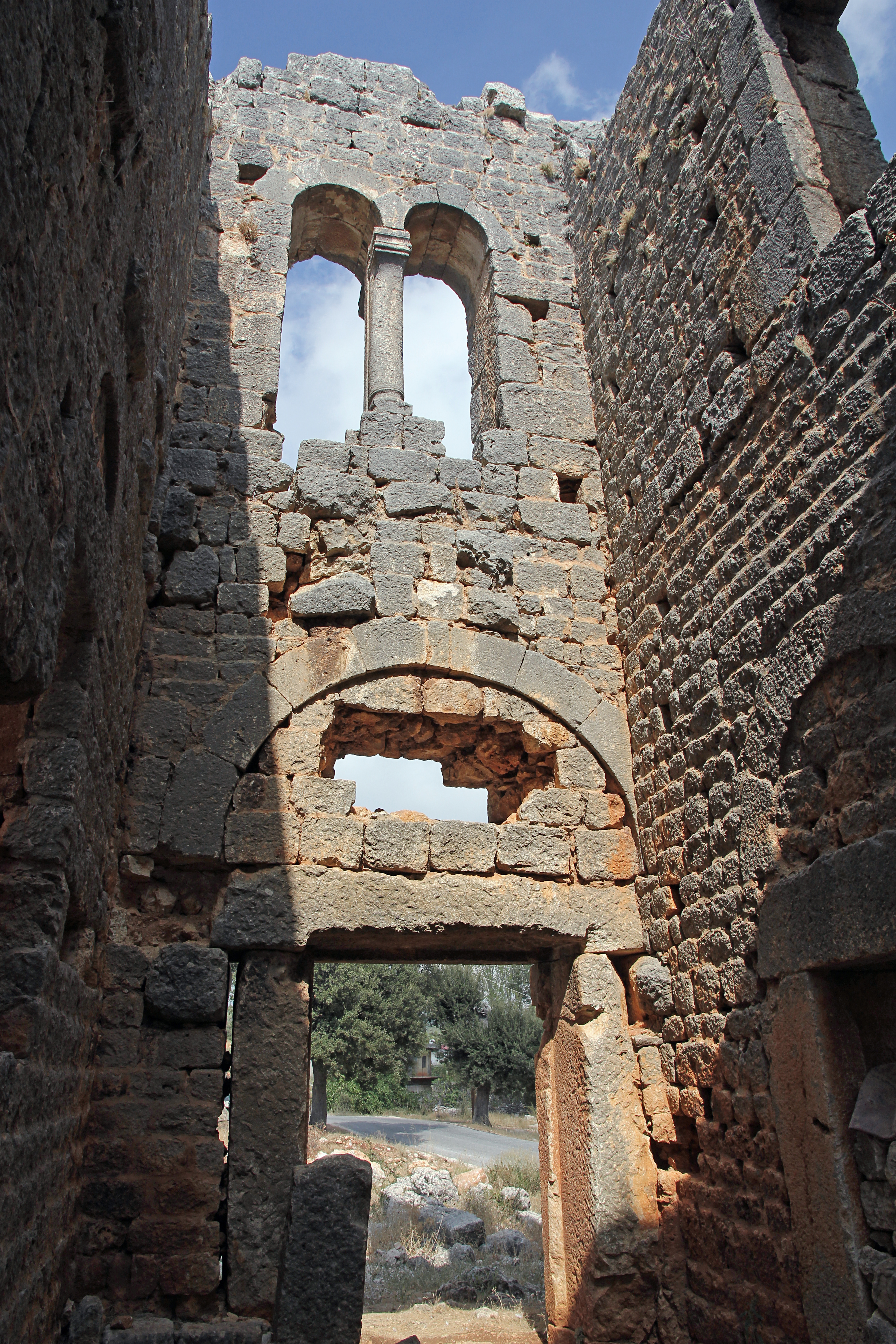
Vorraum mit Eingang und Fenster des Obergeschosses
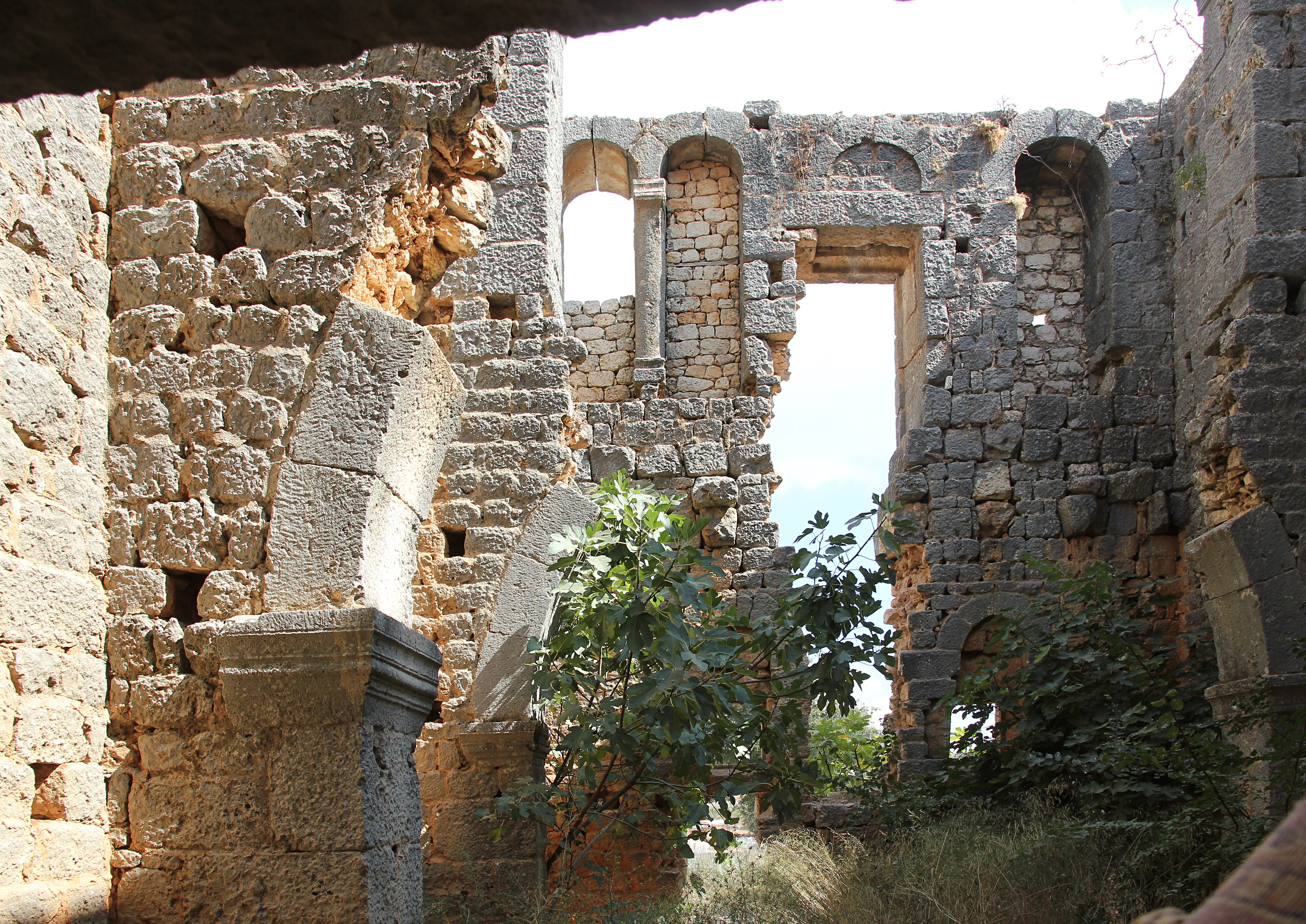
Hauptraum nach Osten

## Nebengebäude
Etwa drei Meter südöstlich des Hauses liegt die Zisterne, dazwischen befand sich der tonnengewölbte Hofzugang, über den die Zisterne von dem Dachzulauf aus gespeist wurde. Sie besteht aus drei nord-südlich ausgerichteten Abschnitten, die jeweils ein Tonnengewölbe haben und durch Bogenwände getrennt sind. Im Südosten befindet sich die Eingangstreppe. Außen sind die Ost- und die Nordseite mit Blendnischen ausgestattet.
Etwa 50 Meter südöstlich des Hauptgebäudes stehen die Reste eines weiteren Gebäudes, dessen westlicher Teil fast vollständig abgetragen ist. Es besteht aus drei von Nord nach Süd ausgerichteten Räumen mit einem Tonnengewölbe. Der Eingang ist im Osten, die Räume sind mit Durchgangstüren verbunden. An Nord- und Südseite hatte jeder Raum ein Rundbogenfenster. Die Christliche Archäologin Ina Eichner, die den Ort um 2000 erforschte, hält den Bau für ein Badegebäude. Er wurde neuzeitlich als Wohnhaus genutzt, in einem der Räume wurde in spätosmanischer Zeit ein Kamin eingebaut. Zwischen dem Bad und der Zisterne ist ein freistehendes Tor zu sehen, woraus geschlossen werden kann, dass der gesamte Gutshof mit den Nebengebäuden von einer Mauer umgeben war.
Etwa 50 Meter westlich der Villa stand eine Pressanlage, möglicherweise eine Weinpresse, da von den heutigen Einwohnern der Gegend Wein angebaut wird. Im Norden des Haupthauses sind die Grundmauern von weiteren Gebäuden zu erkennen, deren Funktion sich aber nicht mehr klären lässt.

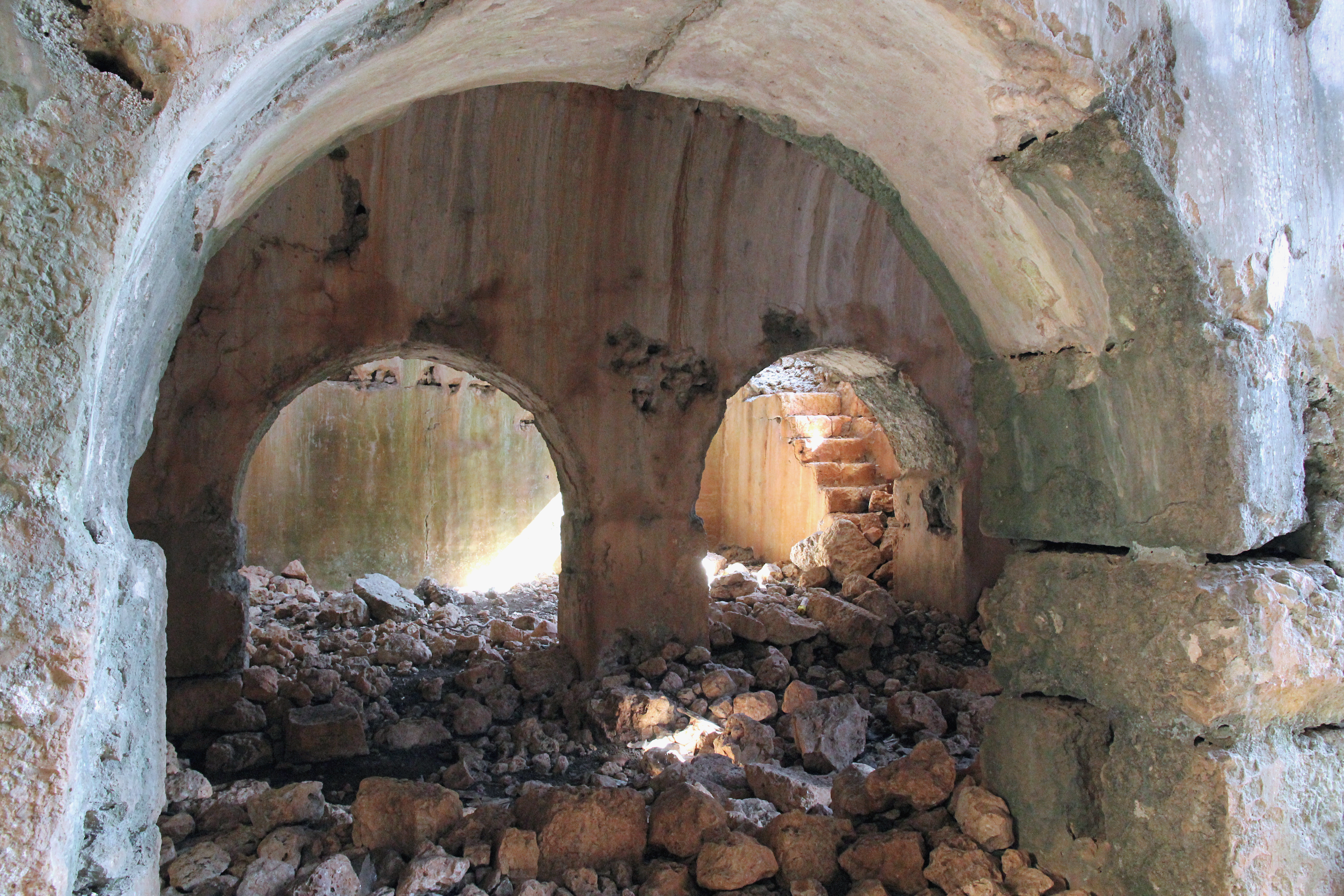
Zisterne Innenraum Blick nach Südosten
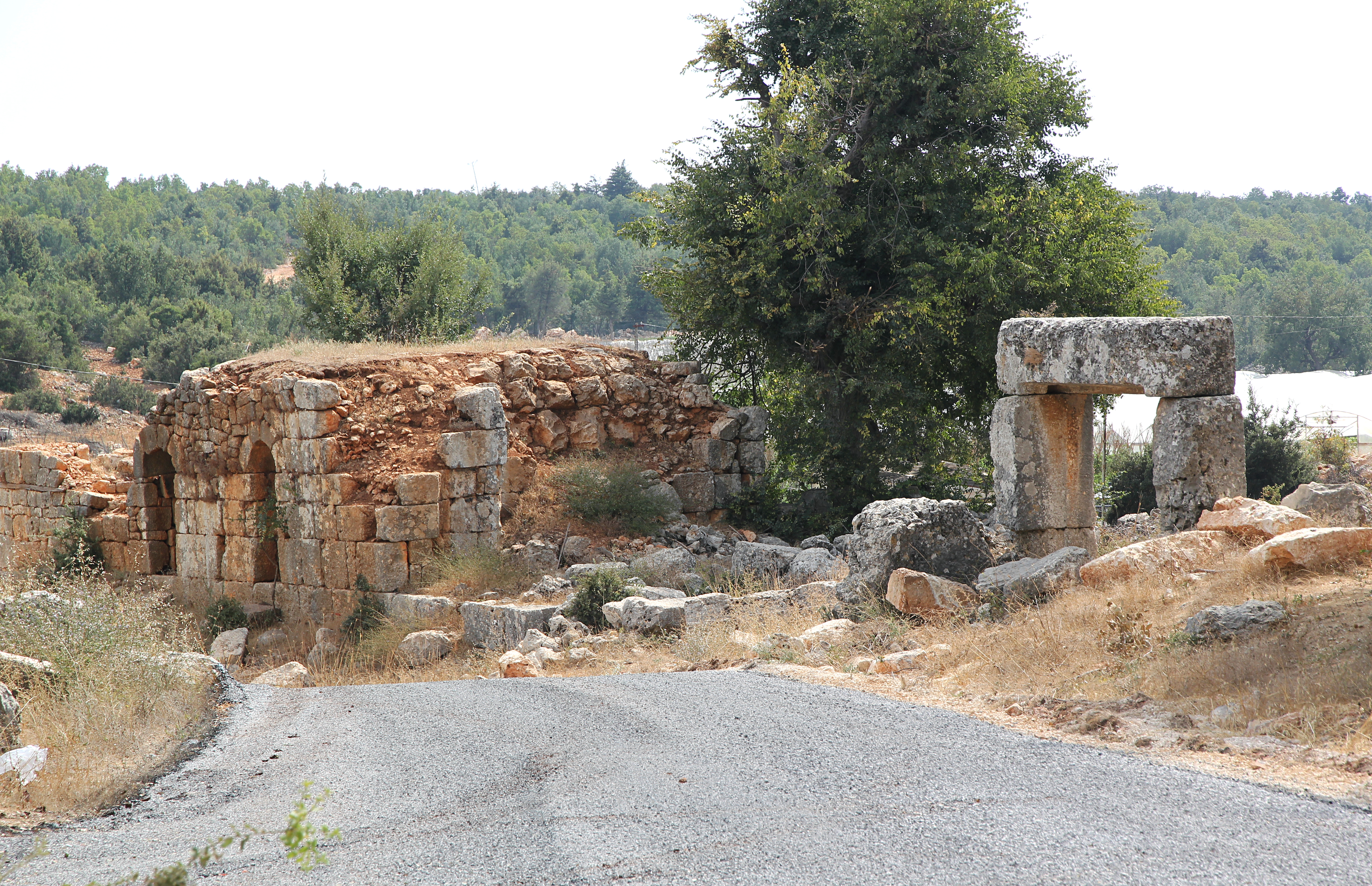
Bad und Hoftor
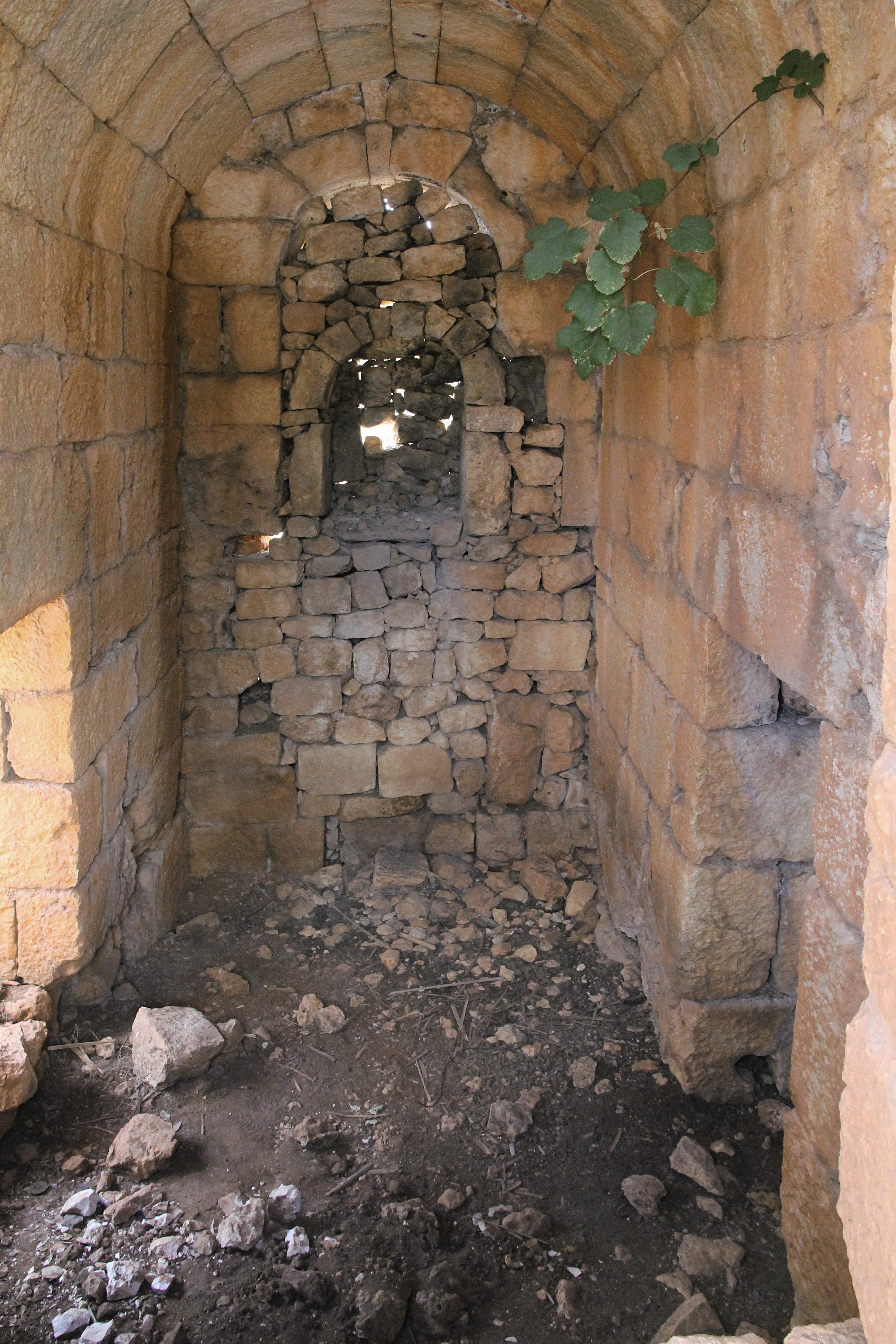
Innenraum des Bades
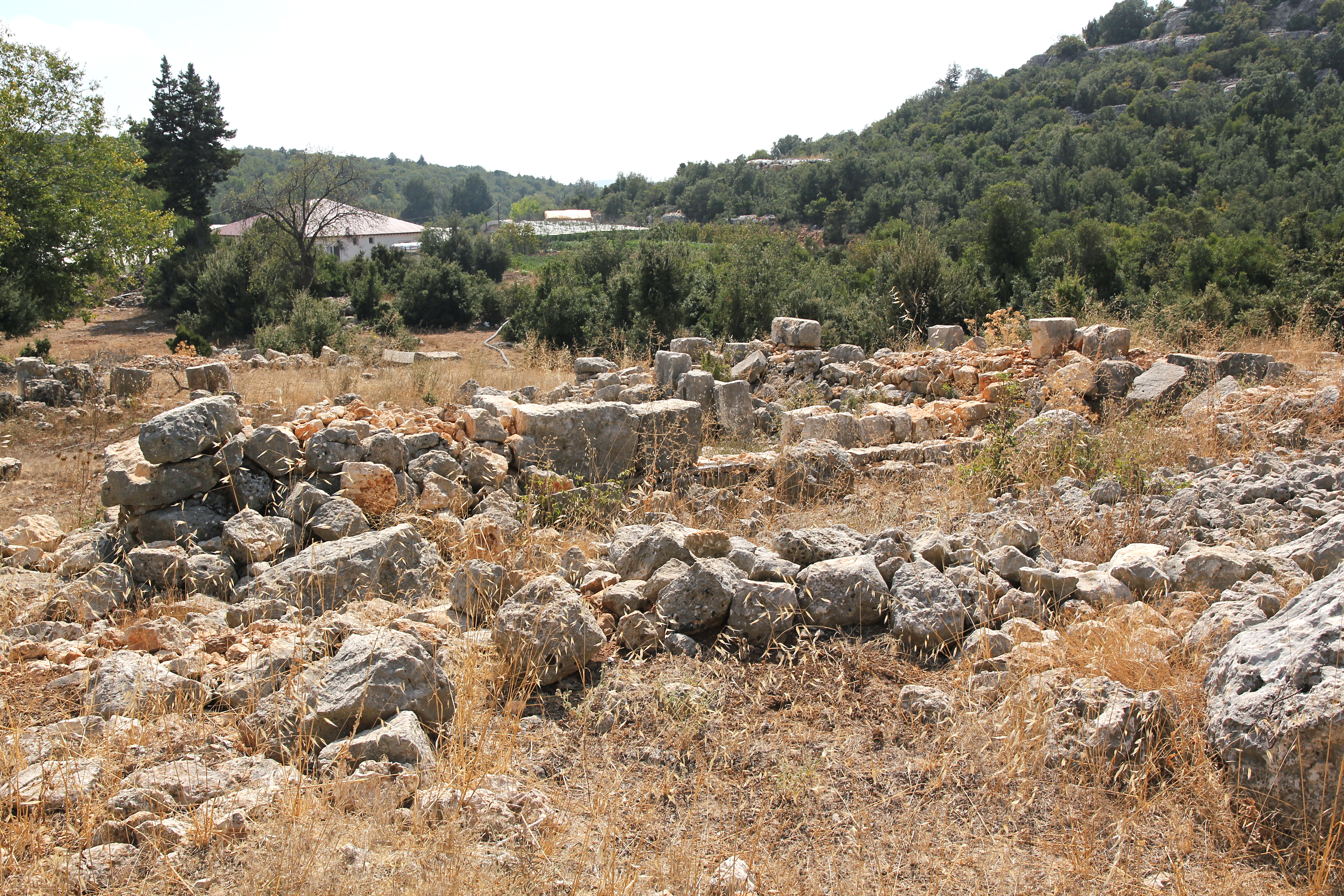
Grundmauern

## Datierung
Die Kämpfer der Gurtbögen im Erdgeschoss des Wohnhauses ähneln auch in ihrer Profilfolge denen aus Kirchen des 5. und 6. Jahrhunderts. Die doppelt übereinanderliegenden Balkonkonsolen erinnern stark an diejenigen am Palast von Akkale, der nach einer Inschrift ins späte 5. Jahrhundert zu datieren ist. Das Mauerwerk schließlich weist Parallelen auf zu Häusern in Işıkkale und Karakabaklı, die aus dem 6. Jahrhundert stammen, sowie zu zahlreichen kilikischen Kirchen des 5. und 6. Jahrhunderts. Somit datiert Eichner die Bauten von Üçayaklı ins 5. bis 6. Jahrhundert. Spätere Umbauten am Haupthaus, beispielsweise der nachträgliche Einbau von Türen oder das Zusetzen der Fenster im Obergeschoss, wurden vermutlich in spätosmanischer Zeit vorgenommen.